# Хинтеррайн (округ)
Хинтеррайн (нем. Bezirk Hinterrhein) — бывший округ в Швейцарии.
Округ входил в кантон Граубюнден. Занимает площадь 617,63 км². Население — 12 455 человек. Официальный код — 1823.
Округ существовал до 2015 года. 1 января 2016 года все коммуны округа вместе с коммуной Муттен округа Альбула образовали новый регион Виамала.

## Коммуны округа
| Район Аверс | Район Аверс | Район Аверс      | Район Аверс | Район Аверс |
| Герб        | Коммуна     | Население (2005) | Площадь км² | Примечание  |
| ----------- | ----------- | ---------------- | ----------- | ----------- |
| Аверс       | Аверс       | 184              | 93,12       |             |

| Район Домлешг    | Район Домлешг    | Район Домлешг    | Район Домлешг | Район Домлешг                                                |
| Герб             | Коммуна          | Население (2005) | Площадь км²   | Примечание                                                   |
| ---------------- | ---------------- | ---------------- | ------------- | ------------------------------------------------------------ |
| Альменс          | Альменс          | 223              | 8,34          | С 1.01.2015 в составе коммуны Домлешг                        |
| Фельдис-Веульден | Фельдис-Веульден | 141              | 7,57          | С 1.01.2008 в составе коммуны Томильс, с 1.01.2015 — Домлешг |
| Фюрстенау        | Фюрстенау        | 329              | 1,32          |                                                              |
| Паспельс         | Паспельс         | 464              | 4,59          | С 1.01.2015 в составе коммуны Домлешг                        |
| Пратваль         | Пратваль         | 250              | 0,77          | С 1.01.2015 в составе коммуны Домлешг                        |
| Родельс          | Родельс          | 271              | 1,68          | С 1.01.2015 в составе коммуны Домлешг                        |
| Ротенбруннен     | Ротенбруннен     | 303              | 3,11          |                                                              |
| Шаранс           | Шаранс           | 825              | 14,29         |                                                              |
| Шайд             | Шайд             | 145              | 12,32         | С 1.01.2008 в составе коммуны Томильс, с 1.01.2015 — Домлешг |
| Зильс-им-Домлешг | Зильс-им-Домлешг | 854              | 9,28          |                                                              |
| Транс            | Транс            | 59               | 7,47          | С 1.01.2008 в составе коммуны Томильс, с 1.01.2015 — Домлешг |
| Тумель           | Тумель           | 355              | 3,20          | С 1.01.2008 в составе коммуны Томильс, с 1.01.2015 — Домлешг |

| Район Райнвальд | Район Райнвальд | Район Райнвальд  | Район Райнвальд | Район Райнвальд |
| Герб            | Коммуна         | Население (2005) | Площадь км²     | Примечание      |
| --------------- | --------------- | ---------------- | --------------- | --------------- |
| Хинтеррайн      | Хинтеррайн      | 97               | 48,30           |                 |
| Нуфенен         | Нуфенен         | 159              | 28,03           |                 |
| Шплюген         | Шплюген         | 446              | 60,49           |                 |
| Зуферс          | Зуферс          | 133              | 34,62           |                 |

| Район Шамс        | Район Шамс        | Район Шамс       | Район Шамс  | Район Шамс                            |
| Герб              | Коммуна           | Население (2005) | Площадь км² | Примечание                            |
| ----------------- | ----------------- | ---------------- | ----------- | ------------------------------------- |
| Андер             | Андер             | 724              | 30,40       |                                       |
| Аусерферрера      | Аусерферрера      | 49               | 31,51       | С 1.01.2008 в составе коммуны Феррера |
| Касти-Вергенштайн | Касти-Вергенштайн | 61               | 25,62       |                                       |
| Клугин            | Клугин            | 27               | 2,49        | С 1.01.2009 в составе коммуны Андер   |
| Донат             | Донат             | 229              | 4,67        |                                       |
| Иннерферрера      | Иннерферрера      | 37               | 43,95       | С 1.01.2008 в составе коммуны Феррера |
| Лон               | Лон               | 50               | 8,17        |                                       |
| Матон             | Матон             | 57               | 15,13       |                                       |
| Пинья             | Пинья             | 118              | 13,41       | С 1.01.2009 в составе коммуны Андер   |
| Ронгеллен         | Ронгеллен         | 44               | 2,02        |                                       |
| Циллис-Райшен     | Циллис-Райшен     | 368              | 24,48       |                                       |

| Район Тузис | Район Тузис | Район Тузис      | Район Тузис | Район Тузис                         |
| Герб        | Коммуна     | Население (2005) | Площадь км² | Примечание                          |
| ----------- | ----------- | ---------------- | ----------- | ----------------------------------- |
| Кацис       | Кацис       | 1501             | 7,26        |                                     |
| Флерден     | Флерден     | 195              | 6,09        |                                     |
| Мазайн      | Мазайн      | 399              | 4,20        |                                     |
| Портайн     | Портайн     | 21               | 3,42        | С 1.01.2010 в составе коммуны Кацис |
| Прец        | Прец        | 170              | 11,35       | С 1.01.2010 в составе коммуны Кацис |
| Сарн        | Сарн        | 141              | 7,60        | С 1.01.2010 в составе коммуны Кацис |
| Тартар      | Тартар      | 173              | 1,55        | С 1.01.2010 в составе коммуны Кацис |
| Тузис       | Тузис       | 2595             | 6,81        |                                     |
| Чаппина     | Чаппина     | 160              | 24,67       |                                     |
| Урмайн      | Урмайн      | 98               | 4,33        |                                     |